# Julie Ertz
Julie Beth Ertz Johnston (Mesa, Arizona, Estados Unidos; 6 de abril de 1992) es una exfutbolista estadounidense. Jugaba como defensa y su último equipo fue el Angel City FC de la National Women's Soccer League de Estados Unidos, club en el que se retiró el 31 de agosto de 2023. Con sus 122 partidos internacionales, representó a la selección estadounidense de 2013 a 2023, período en el cual levantó la Copa Mundial Femenina en 2015 y 2019 además de colgarse el bronce en los Juegos Olímpicos de Tokio 2020.

## Vida personal
En 2017 se casó con Zach Ertz. Su hijo, Madden Matthew Ertz, nació el 11 de agosto de 2022.

## Clubes
| Club              | País           | Año             |
| ----------------- | -------------- | --------------- |
| Chicago Red Stars | Estados Unidos | 2014 - 2021     |
| Angel City FC     | Estados Unidos | 2021 - presente |

## Palmarés

### Campeonatos internacionales
| Título                           | Equipo         | Sede           | Año  |
| -------------------------------- | -------------- | -------------- | ---- |
| Campeonato Sub-20 de la Concacaf | Estados Unidos | Panamá         | 2012 |
| Mundial de Fútbol Sub-20         | Estados Unidos | Japón          | 2012 |
| Torneo Cuatro Naciones           | Estados Unidos | China          | 2013 |
| Campeonato Femenino Concacaf     | Estados Unidos | Estados Unidos | 2014 |
| Copa Mundial de Fútbol           | Estados Unidos | Canadá         | 2015 |
| Copa de Algarve                  | Estados Unidos | Portugal       | 2015 |
| Preolímpico de Concacaf          | Estados Unidos | Estados Unidos | 2016 |
| Copa Mundial de Fútbol           | Estados Unidos | Francia        | 2019 |
| Juegos Olímpicos                 | Estados Unidos | Tokio          | 2020 |

### Distinciones individuales
| Distinción                                          | Año  |
| --------------------------------------------------- | ---- |
| Futbolista Femenina Joven del año en Estados Unidos | 2012 |
| Mejor Once                                          | 2020 |